# Wjatscheslaw Iwanowitsch Schadrin
Wjatscheslaw Iwanowitsch Schadrin (russisch Вячеслав Иванович Шадрин, wiss. Transliteration Vjačeslav Ivanovič Šadrin; * 13. Dezember 1967 in Nelemnoje, Jakutische ASSR, Russische SFSR, Sowjetunion) ist ein jukagirischer Ethnograf und Historiker und als ihr Stammesältester die Führungspersönlichkeit des Volks der Jukagiren.

## Leben
Schadrin arbeitete von 1989 bis 2002 als Lehrer, stellvertretender Direktor und schließlich Direktor an der nach Tėki Odulok benannten Mittelschule in Nelemnoje im Werchnekolymski ulus. An der Nordöstlichen Föderalen Ammossow-Universität (Северо-Восточный федеральный университет имени М. К. Аммосова) in Jakutsk schloss er 1995 ein Studium an der Fakultät für Geschichte ab. Ab 2002 arbeitete er am Institut für Probleme der Kleinen Völker des Nordens der Sibirischen Abteilung der Russischen Akademie der Wissenschaften (SORAN). Im Jahr 2008 wechselte er in den arktischen Forschungsbereich am SORAN-Institut für humanitäre Forschung und Probleme der kleinen Völker des Nordens.
Schadrin engagiert sich seit Beginn der 1990er Jahre für den Erhalt der Sprache und traditionellen Kultur der Jukagiren in der Republik Sacha (Jakutien). Seit den 2000er Jahren ist er auch für die Gesamtheit der indigenen kleinen Völker des russischen Nordens tätig. Er leitete internationale Projekte, die sich mit so unterschiedlichen Themen wie der Erhaltung der Artenvielfalt, traditionellem Wissen, Anpassung an den Klimawandel, Solarenergie und Rentierhaltung befassten.
Er ist seit 1995 Mitglied des Koordinierungsrates der Vereinigung der kleinen indigenen Völker des Nordens der Republik Sacha. Seit dem Jahr 2000 ist er Vorsitzender des Ältestenrates des Jukagirischen Volkes. Von 2008 bis 2011 war er Vorsitzender des Regionalverbandes Jakutsk der Partei Rechte Sache. Er ist seit 2012 Mitglied des Rates der Völkerversammlung von Jakutien und des Rates für Angelegenheiten der indigenen kleinen Völker des Nordens beim Präsidenten der Republik Sacha. Seit 2013 ist er der Erste Vizepräsident der Vereinigung der kleinen indigenen Völker des Nordens der Republik Sacha.
Im November 2015 wurde Wjatscheslaw Iwanowitsch Schadrin für sein langfristiges Engagement für die Erhaltung lebendiger Gemeinschaften durch Sprache und traditionelles Wissen mit dem Paul-Karl-Feyerabend-Preis geehrt.

## Veröffentlichungen (Auswahl)
- Л И Винокурова, В. И. Шадрин: Лесные юкагиры Якутии: состояние этнической культуры. Межэтнические взаимодействия и социокультурная адаптация народов севера России. 2006, S. 75–95 (russisch).
- В. И. Шадрин: Коренные народы в условиях изменения климата (на примере народов Севера Якутии). In: Вопросы истории и культуры северных стран и территорий. Band 6, Nr. 2, 2009, S. 75–95 (russisch, hcpncr.com).
- Wjatscheslaw Iwanowitsch Schadrin: „Die Natur vertraut uns nicht mehr“. In: Das Recht auf Kälte: Die Menschen in der Arktis und der Klimawandel. Goethe-Institut, Oktober 2020, abgerufen am 25. November 2023.
- А. А. Немировский, В. И. Шадрин, В. С. Акимова: Этническая история юкагиров с древнейших времен до ХХ в. Директмедиа Паблишинг, 2021, ISBN 978-5-4499-2732-3 (russisch).
- Tero Mustonen, Tamara Andreeva, Vyacheslav Shadrin, Kaisu Mustonen: Return of Nimat? – Wild Reindeer as an Indicator of Evenki Biocultural Systems. In: sustainability. Band 13, Nr. 21, 2021, doi:10.3390/su132112107 (englisch).
- Tero Mustonen, Vyacheslav Shadrin: The River Alazeya: Shifting Socio-Ecological Systems Connected to a Northeastern Siberian River. In: Arctic. Band 74, Nr. 1, 2021, S. 67–86, doi:10.14430/arctic72238 (englisch).
- Charlotte da Cunha, Inga Nikulkina, Jean-Paul Vanderlinden, Vyacheslav Shadrin, Natalia Doloisio, Dina Salakhova: Adaptive capacity for climate change: Local initiatives and federal planning. The case of Tiksi, Sakha Republic, Russia. In: Polar Science. Band 31, 2022, doi:10.1016/j.polar.2021.100761 (englisch).